# Linda Green
Linda Green, (Noord-Londen, 1970) is een Brits journaliste en schrijfster van romans en thrillers. Haar boeken zijn vertaald in twaalf talen, waaronder het Nederlands en Tsjechisch.

## Leven en werk
Green werd geboren in Noord-Londen en groeide op in Hertfordshire waar ze op haar zestiende journalistiek ging studeren aan De Havilland College (sinds 1991 de Welwyn Garden City Campus of Oaklands College). Toen ze negen jaar was schreef ze haar eerste novelle, een op een pony gebaseerd tijdreisverhaal Time Machine, maar het kwam nooit tot publicatie. Vanaf haar achttiende begon ze als trainee bij het plaatselijke nieuwsblad, de Enfield Gazette. Ze werkte tien jaar als regionaal journaliste voor diverse bladen onder meer voor Birmingham Daily News en Coventry Evening Telegraph. Vanaf 1998 werkte ze als freelance journalist voor de The Guardian, The Independent on Sunday, The Times Educational Supplement, The Big Issue, Wanderlust en Community Care Magazine. Tevens begon zij in die periode met het schrijven van romans en thrillers.